# NBA Sixth Man of the Year Award
L'NBA Sixth Man of the Year Award è il premio conferito dalla National Basketball Association al miglior giocatore che, partendo dalla panchina (da cui "sesto uomo"), è riuscito a dare un maggiore contributo alla squadra. Il vincitore viene eletto da una giuria di giornalisti di basket.
Fu istituito nella stagione 1982-1983.

## Vincitori

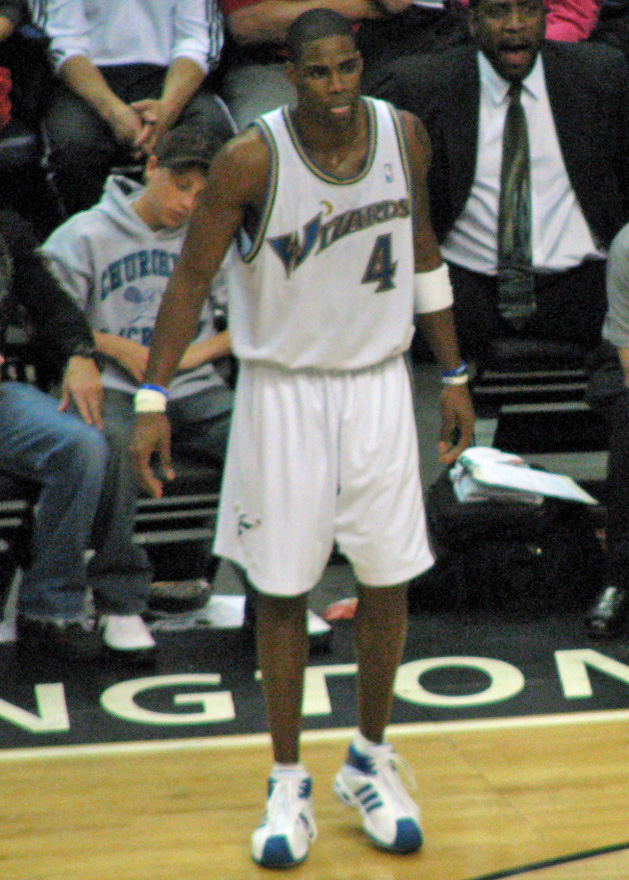
Antawn Jamison vincitore nel 2003-2004.

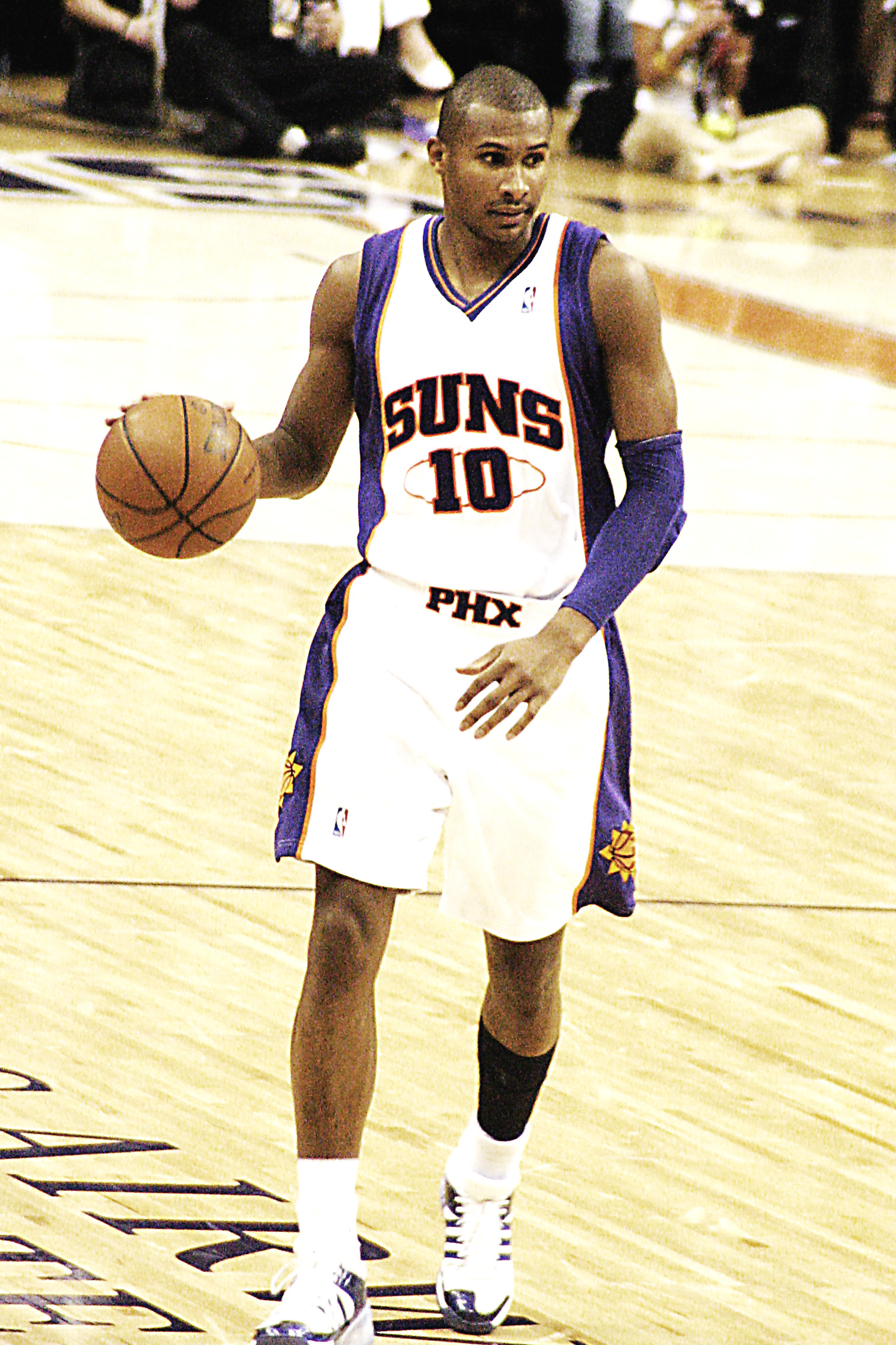
Leandro Barbosa vincitore nel 2006-2007.

|  | Eletto nella Basketball Hall of Fame |

| Stagione  | Nazionalità               | Giocatore           | Squadra             |
| --------- | ------------------------- | ------------------- | ------------------- |
| 1982-1983 | Stati Uniti               | Bobby Jones         | Philadelphia 76ers  |
| 1983-1984 | Stati Uniti               | Kevin McHale        | Boston Celtics      |
| 1984-1985 | Stati Uniti               | Kevin McHale (2)    | Boston Celtics      |
| 1985-1986 | Stati Uniti               | Bill Walton         | Boston Celtics      |
| 1986-1987 | Stati Uniti               | Ricky Pierce        | Milwaukee Bucks     |
| 1987-1988 | Stati Uniti               | Roy Tarpley         | Dallas Mavericks    |
| 1988-1989 | Stati Uniti               | Eddie Johnson       | Phoenix Suns        |
| 1989-1990 | Stati Uniti               | Ricky Pierce (2)    | Milwaukee Bucks     |
| 1990-1991 | Germania                  | Detlef Schrempf     | Indiana Pacers      |
| 1991-1992 | Germania                  | Detlef Schrempf (2) | Indiana Pacers      |
| 1992-1993 | Stati Uniti               | Clifford Robinson   | Portland T. Blazers |
| 1993-1994 | Stati Uniti               | Dell Curry          | Charlotte Hornets   |
| 1994-1995 | Stati Uniti               | Anthony Mason       | N.Y. Knicks         |
| 1995-1996 | Croazia                   | Toni Kukoč          | Chicago Bulls       |
| 1996-1997 | Stati Uniti               | John Starks         | N.Y. Knicks         |
| 1997-1998 | Stati Uniti               | Danny Manning       | Phoenix Suns        |
| 1998-1999 | Stati Uniti               | Darrell Armstrong   | Orlando Magic       |
| 1999-2000 | Stati Uniti               | Rodney Rogers       | Phoenix Suns        |
| 2000-2001 | Stati Uniti               | Aaron McKie         | Philadelphia 76ers  |
| 2001-2002 | Stati Uniti               | Corliss Williamson  | Detroit Pistons     |
| 2002-2003 | Stati Uniti               | Bobby Jackson       | Sacramento Kings    |
| 2003-2004 | Stati Uniti               | Antawn Jamison      | Dallas Mavericks    |
| 2004-2005 | Stati Uniti / Regno Unito | Ben Gordon          | Chicago Bulls       |
| 2005-2006 | Stati Uniti               | Mike Miller         | Memphis Grizzlies   |
| 2006-2007 | Brasile                   | Leandro Barbosa     | Phoenix Suns        |
| 2007-2008 | Argentina                 | Emanuel Ginóbili    | San Antonio Spurs   |
| 2008-2009 | Stati Uniti               | Jason Terry         | Dallas Mavericks    |
| 2009-2010 | Stati Uniti               | Jamal Crawford      | Atlanta Hawks       |
| 2010-2011 | Stati Uniti               | Lamar Odom          | L.A. Lakers         |
| 2011-2012 | Stati Uniti               | James Harden        | Oklahoma Thunder    |
| 2012-2013 | Stati Uniti               | J.R. Smith          | N.Y. Knicks         |
| 2013-2014 | Stati Uniti               | Jamal Crawford (2)  | L.A. Clippers       |
| 2014-2015 | Stati Uniti               | Lou Williams        | Toronto Raptors     |
| 2015-2016 | Stati Uniti               | Jamal Crawford (3)  | L.A. Clippers       |
| 2016-2017 | Stati Uniti               | Eric Gordon         | Houston Rockets     |
| 2017-2018 | Stati Uniti               | Lou Williams (2)    | L.A. Clippers       |
| 2018-2019 | Stati Uniti               | Lou Williams (3)    | L.A. Clippers       |
| 2019-2020 | Stati Uniti               | Montrezl Harrell    | L.A. Clippers       |
| 2020-2021 | Stati Uniti / Filippine   | Jordan Clarkson     | Utah Jazz           |
| 2021-2022 | Stati Uniti               | Tyler Herro         | Miami Heat          |
| 2022-2023 | Stati Uniti               | Malcolm Brogdon     | Boston Celtics      |
| 2023-2024 | Stati Uniti               | Naz Reid            | Minnesota T'wolves  |
| 2024-2025 | Stati Uniti               | Payton Pritchard    | Boston Celtics      |